# Китагава, Джозеф
Джо́зеф Мицу́о Китага́ва (яп. 北川 三夫 ジョゼフ Китагава Мицуо Дзёдзэфу, англ. Joseph Mitsuo Kitagawa; 1915, Осака, Япония — 1992) — американский религиовед японского происхождения, историк религии, гуманитарий, востоковед, священник, теолог, педагог, почётный профессор Чикагского университета, декан школы богословия при университете (1970—1980).

## Биография
Родился в христианской семье: его отец был священником Епископальной церкви. Окончил университет Риккё, основанный Епископальной церковью, и, вслед за братом и отцом, стал священником этой церкви. Перед началом Второй мировой войны, вместе со своим братом Дайсуке Китагава, приехал в США, чтобы продолжить своё теологическое образование, но вскоре оказался интернирован вместе с остальными японцами и японо-американцами до окончания войны. Позже Китагава говорил, что именно в лагерях для перемещенных лиц, где он старался помочь своим товарищам в их религиозных нуждах, состоялось его настоящее знакомство с американским обществом. Продолжил обучение в октябре 1945 года. В 1947 году получил степень бакалавра богословия в теологической семинарии Сибери-Вестерн в Эванстоне, штат Иллинойс. Занимался организацией миссии Епископальной церкви для проживающих в Чикаго японцев; со временем эта инициатива привела к созданию Азиатского подразделения Чикагского диоцеза. Подготовку к написанию докторской диссертации Китагава проходил в Богословской школе Чикагского университета под руководством  Йоахима Ваха. В 1951 году защитил диссертацию на тему «Кобо-дайси и буддизм школы сингон» (Kobo-daishi and Shingon Buddhism).
Тогда же начал работать в Богословской школе Чикагского университета. С 1970 по 1980 год дважды был деканом школы.

## Научная деятельность
Известный японский религиовед. Прошёл путь от теологии к философии религии, к Religionswissenschaft (то есть к истории религии или, говоря по-японски, к сукё-гаку).
Автор работ по истории религии, в частности, религий и культуры Востока. Редактор первого издания «Энциклопедии религии» (1987).
Джозеф Китагава сделал больше, чем любой другой ученый во второй половине XX-го века, в вопросе ознакомления Запада с японской религией.
В своих работах показал развитие японских религиозных традиций, тесное переплетение религиозных идей с социальными институтами и нормами, государственными структурами, их влияние на становление японской ментальности и трансформацию под воздействием внутренних и внешних обстоятельств, в частности, связи синтоизма и императорской семьи и их последующий разрыв.

## Избранные труды
Главная обзорная работа Китагавы «Religion in Japanese History» (New York, 1966) до сих пор используется, как учебник.
- Kobo-Daishi and Shingon Buddhism, 1951
- Religions of the East, 1960
- Religions orientales, 1961
- Gibt es ein Verstehen fremder Religionen?, 1963
- Religion in Japanese history, 1966
- Myths and symbols, 1969
- The History of Religions, 1985
- On understanding Japanese religion, 1987
- Buddhism and Asian History (Religion, History, and Culture), 1989
- The quest for human unity, 1990
- Spiritual liberation and human freedom in contemporary Asia, 1990
- The Christian tradition, 1992
- Религия в истории Японии. 2005. ISBN 5-02-026234-X (на русском)